# Pemphredon fennica
Pemphredon fennica är en stekelart som beskrevs av Merisuo 1972. Pemphredon fennica ingår i släktet Pemphredon, och familjen Crabronidae. Enligt den svenska rödlistan är arten starkt hotad i Sverige. Arten förekommer i Övre Norrland. Artens livsmiljö är skogslandskap.